# سیارک ۲۰۸۹۲
سیارک ۲۰۸۹۲ (به انگلیسی: 20892 MacChnoic، نامگذاری:2000WE75) بیست هزار و هشتصد و نود و دومین سیارک کشف شده‌است که در ۲۰ نوامبر ۲۰۰۰ کشف شد.
قدر مطلق سیارک برابر ۱۷.۰ است.